# Charlie Magri
Charlie Magri est un boxeur britannique né le 20 juillet 1956 à Tunis en Tunisie.

## Carrière sportive
Passé professionnel en 1977, il devient champion britannique des poids mouches la même année puis champion d'Europe EBU en 1979 avant de remporter le titre de champion du monde WBC de la catégorie le 15 mars 1983 après sa victoire par arrêt de l’arbitre au 7e round contre Eleoncio Mercedes. Magri perd sa ceinture dès le combat suivant face à Frank Cedeno le 27 septembre 1983. Il s'empare à nouveau de la ceinture européenne en 1984 et 1985 et met un terme à sa carrière l'année suivante sur un bilan de 30 victoires et 5 défaites. 